# Chambray (textiel)

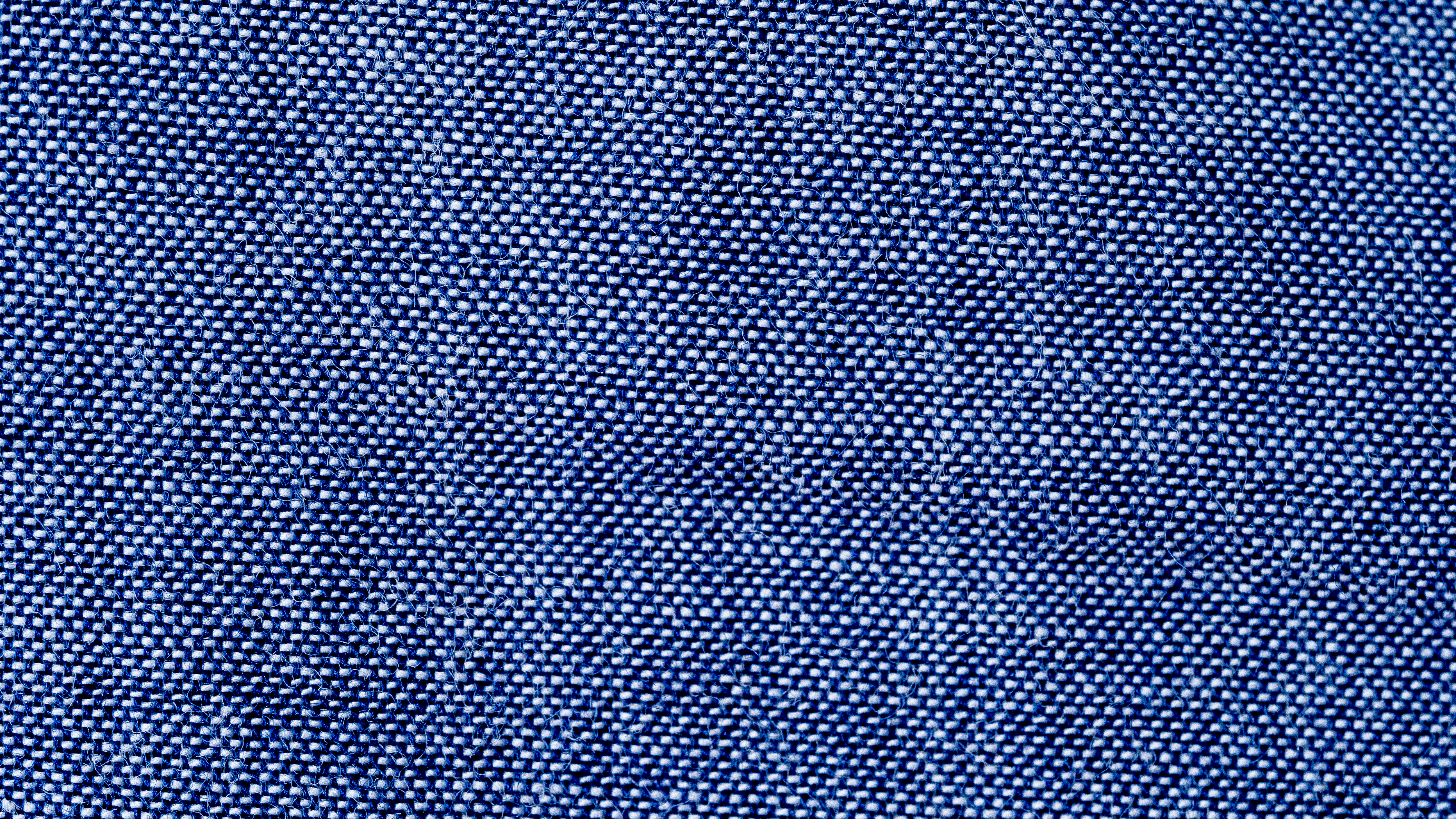
Close-up opname van chambray

Chambray is een lichte geweven katoensoort. Het wordt ook wel verpleegsterslinnen genoemd, of kamerdoek (naar Kamerijks doek).

## Kenmerken
Een typisch kenmerk van chambray is dat de schering gekleurd is, maar de inslag wit. De stof heeft daardoor een gespikkeld uiterlijk. 
Het weven vindt plaats in platbinding. De stof is soepeler en lichter dan het erop lijkende denim. Chambray ziet er door de platbinding aan beide kanten hetzelfde uit, terwijl denim is geweven in een keperbinding, waardoor de verkeerde kant er anders uitziet dan de goede kant.

## Gebruik
Vanwege de soepelheid wordt chambray onder andere voor (informele) overhemden en blouses gebruikt, maar ook voor werkkleding. 

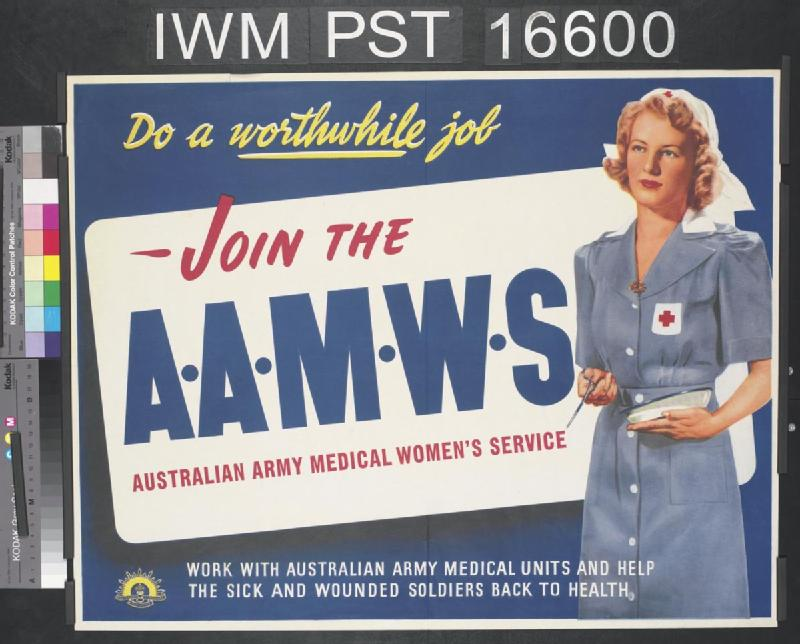
Oproep om verpleegster te worden in het Australische leger, Tweede Wereldoorlog.

## Naam en geschiedenis
De naam is afgeleid van Cambrai (Kamerijk), de stad waar de stof oorspronkelijk werd gemaakt. Een verouderde naam voor de stof is kambrik. De stof werd oorspronkelijk uit linnen geweven. Voor het midden van de 19e eeuw nam de productie van de linnen kamerdoek af en werd het steeds meer vervangen door katoen.

### Historische wetenswaardigheden
Naar verluidt kocht de Britse koning Henry VIII in 1530 zeer veel van dit materiaal om zijn manschappen te kleden.
Begin 1721 ontving de echtgenote van een Britse troonpretendent, Maria Clementina Sobieska, ter gelegenheid van de geboorte van haar eerste zoon een geschenk van de toenmalige paus in de vorm van twee stukken kamerdoek.
Tijdens de Oostenrijkse successieoorlog had Engeland een verbod ingesteld tegen de import en de verkoop van Frans kamerdoek. Dit verbod zou volgens een overeenkomst uit 1748 opgeheven worden, deze afspraak bleek in 1752 echter nog niet nagekomen te zijn. In 1764 kwam er in Engeland een importheffing op Frans kamerdoek.
De Amerikaanse marine bestelde in 1943 als noodmaatregel rond de 9 miljoen overhemden van chambray, omdat ten tijde van de Tweede Wereldoorlog ook al een grote behoefte was aan civiele kleding van dit materiaal. De bestelde hoeveelheid was zo groot dat de burgerbevolking van de VS het materiaal niet kon kopen.